# Laeliocattkeria
× Laeliocattkeria, (abreviado Lcka) en el comercio, es un híbrido intergenérico entre los géneros de orquídeas Barkeria × Cattleya × Laelia. Fue publicado en Orchid Rev.  73(868) noh: 2 (1965).